# Protonemura hirpina
Protonemura hirpina är en bäcksländeart som först beskrevs av Giovanni Consiglio 1958.  Protonemura hirpina ingår i släktet Protonemura och familjen kryssbäcksländor. Inga underarter finns listade i Catalogue of Life.